# La Dernière Fugue
Pour plus de détails, voir Fiche technique et Distribution.
La Dernière Fugue est un film de Noël québécois réalisé par Léa Pool sorti en salle le 26 février 2010. Le film est une adaptation du livre Une belle mort de Gil Courtemanche paru en 2005.

## Synopsis
Lors d'un souper familial de Noël, la famille Lévesque se réunit dans le but de passer du bon temps ensemble. Par contre, un sujet de conversation important gâche l'ambiance festive: l'état de santé du père de cette grande famille. Il est atteint de la maladie de Parkinson d'une manière assez avancée. De plus, sa qualité de vie n'est plus la même qu'autre fois. Son fils ainé André (Yves Jacques) et son petit-fils Sam (Aliocha Schneider) veulent abréger ses souffrances en lui faisant vivre ses derniers moments dans le bonheur. Par contre, le reste de la famille n'est pas d'accord, ils croient que leur père devrait vivre le plus longtemps possible. Une chose certaine, le vieux couple (Jacques Godin et Andrée Lachapelle) ne veut se séparer sous aucun prétexte.

## Fiche technique
- Titre original : La Dernière Fugue
- Réalisation : Léa Pool
- Scénario : Léa Pool et Gil Courtemanche, d'après son roman Une belle mort
- Musique : André Dziezuk et Marc Mergen
- Direction artistique : Pierre Perrault
- Décors : Régine Constant
- Costumes : Magdalena Labuz
- Cheffe maquilleuse-coiffeuse : Katja Reinert
- Maquillage : Nicole Lapierre
- Coiffure : Josée Lemire
- Direction de la photographie : Pierre Mignot
- Son : Philippe Kohn, Thierry Morlaas-Lurbe, Pia Dumont, Michel Schillings
- Montage : Michel Arcand
- Production : Lyse Lafontaine (Canada) et Nicolas Steil (Luxembourg)
- Sociétés de production : Les Productions Equinoxe et Iris Productions
- Société de distribution : Les Films Séville
- Budget : 5 400 000 $ CA[1]
- Pays d'origine :  Canada et  Luxembourg
- Langue originale : français
- Format : couleur
- Genre : drame
- Durée : 90 minutes
- Dates de sortie :
  - Canada : 17 février 2010 (première mondiale en ouverture des 28e Rendez-vous du cinéma québécois au cinéma Impérial à Montréal)[2]
  - Canada : 26 février 2010 (sortie en salle au Québec)[1]
  - Luxembourg : 2 juin 2010 (Avant première luxembourgeoise à Utopolis)[3]
  - Luxembourg : 4 juin 2010 (sortie en salle)[4]
  - Chine : 18 juin 2010 (Festival international du film de Shanghai)[5]
  - Canada : juin 2010 (DVD)

## Distribution
- Yves Jacques : André
- Jacques Godin : Anatole Lévesque, le père
- Andrée Lachapelle : la mère
- Aliocha Schneider : Sam
- Nicole Max : Isabelle
- Marie-France Lambert : Géraldine
- Martine Francke : Julie
- Benoît Gouin : Bernard
- Isabelle Miquelon : Mireille
- Patrick Hastert : Jean-Maurice
- Joël Delsaut : Pierre
- Alexandre Goyette : le père (1968)
- Jules St-Jean : André (1968)
- Marie-Christine Labelle : la mère (1968)
- Simone-Élise Girard : l'ergothérapeute
- Noa Kate : Amandine
- Camille Felton : Emma
- Félicien Schiltz : Xavier Jr.
- Mathias Urbain : Jules
- Alex Kate : Louis
- Léa Rollauer : Béatrice

## Distinctions
Prix Jutra 2011
- 4 nominations :
  - Prix Jutra du meilleur acteur pour Jacques Godin
  - Prix Jutra de la meilleure actrice de soutien pour Isabelle Miquelon
  - Prix Jutra du meilleur acteur de soutien pour Yves Jacques
  - Prix Jutra du meilleur montage

Festival international du film de Shanghai 2011
- 1 nomination :
  - Coupe d'Or du meilleur film - Léa Pool